# 侍魂 曉
《侍魂 曉》（日语：サムライスピリッツ）是SNK在2019年6月27日，於PlayStation 4與Xbox One平台販售的武器對戰型格鬥遊戲。2019年12月12日在任天堂Switch上發售。

## 登場角色
霸王丸（聲：中村大樹）
遊戲系列主角，喜愛喝酒總有酒器傍身。本作封面角色之一。
娜可露露（聲：中原麻衣）
遊戲系列多次登場角色，身邊伴隨著老鷹，本作女主角。
服部半藏（聲：西前忠久）
日本著名忍者稱號的繼承者。
加爾福特（聲：駒田航）
美國血統的忍者，身邊帶有跟隨的哈士奇，本人非常關注娜可露露，跟地震師事甲賀女忍綾女。
橘右京（聲：櫻井慎二朗）
患有肺結核，善於居合斬類武技，外型與作風吸引一定的女性支持者追隨。
千兩狂死郎（聲：前塚厚志）
日本歌舞伎演員，本人使用薙刀並將能劇風格融合於武藝。
柳生十兵衛（聲：中博史）
隸屬幕府的公儀隱密劍士，會捉拿需緝捕人士。
塔姆塔姆（聲：森田了介）
戴著面具的中美土地原著居民，為家族而戰的族群戰士。
夏洛特（聲：土師亞文）
來自歐洲的法國劍士，使用騎士刺劍，本人非常關注霸王丸。
牙神幻十郎（聲：孔骨桑田）
遊戲系列多次登場角色，曾跟霸王丸一同師事花諷院和狆，因過於殘暴遭逐出師門，視霸王丸為勁敵。
地震（聲：利根健太朗）
來自北美洲的忍者，身型巨大卻有著忍術天分，跟加爾福特為同門，但中途破門。
色（聲：森永千才）
武器從陰魔輪&陽神輪變為隨手撿來的無名刀
處於被壞帝 尤迦控制的狀態（右眼瞳色為紅色是壞帝賜與的詛咒），背上僅有蛇紋身，未有壞帝的咒印紋身。
德川慶寅（聲：古川慎）
德川家的長子，身上手持七刀運用自如，七刀武技遊走世間。
鞍馬夜叉丸（聲：天崎滉平）
於本作首次登場。本作封面角色之一。
以義賊「烏天狗」的身份活躍，沒落的武家青年，特別憎惡仗勢欺負弱者的惡人
父親背負莫須有的罪刑，被幕府處決，因此對德川幕府有著血海深仇
繼承了天狗之力，能夠操縱風，在大地與天空之間自由遨翔。
妲麗·刀伽（聲：小林優）
於本作首次登場。
能熟練使用各種工具的船匠，從年幼時漂流到島上的木匠那學習製作物品的能力
從海盜那邊學會防身的技術與生存的智慧。現於島上的工房和伙伴們一起造船
聽說造出的船不論發生什麼事都不會沉沒，因此委託造船的人絡繹不絕。
吳瑞香（聲：劉婧犖）
於本作首次登場。
侍奉清帝國的女子，歷史悠久的風水師家族後裔，代代以守護龍脈為使命，並接受乾隆帝的命令探訪九州四海；個性賢明卻有非常迷糊的一面
另外，由於總是窩在房間裡，非常不擅長運動。擁有帝國第一的風水術，能顯現神獸之力。

### DLC追加角色
莉姆露露（聲：大野柚布子）
2019年8月6日釋出，DLC追加角色第1彈
緋雨閑丸（聲：小市真琴）
2019年9月17日釋出，DLC免費追加角色第1彈
首斬破沙羅（聲：村井雄治）
2019年10月15日釋出，DLC追加角色第1彈
風間火月（聲：政木正紀）
2019年11月19日釋出，DLC追加角色第1彈
王虎（聲：堂坂晃三）
武器改回《真侍魂》的石柱
2019年12月19日釋出，DLC追加角色第1彈
真鏡名美奈（聲：石川由依）
因邪氣佔據體內造成需綁眼罩〈有施加封印〉於右眼，並壓住其邪氣。不能如往常般拿弓射箭，於自己的弓加裝刀刃利於近身戰。
2020年2月27日釋出，DLC追加角色第2彈
風間蒼月（聲：長谷川芳明）
2020年4月2日釋出，DLC追加角色第2彈
伊呂波（聲：瞰野純）
2020年5月14日釋出，DLC追加角色第2彈
看守者（聲：寺杣昌紀）
2020年6月25日釋出，DLC追加角色第2彈，首位跨界角色，源自育碧的《榮耀戰魂》。
公孫離（聲：市之瀨加那）
2020年8月6日釋出，DLC免費追加角色第2彈，第二位跨界角色，源自騰訊的《王者榮耀》。
查姆查姆（聲：谷口夢奈）
塔姆塔姆的親妹妹
2021年3月16日釋出，DLC追加角色第3彈
高嶺響（聲：上坂堇）
唯一有雙結局（比照月華劍士2的雙結局）的角色，GOOD與BAD結局分支條件：是否全程（從最初戰到最終頭目戰為止）有用武器擊飛技或秘奧義（一閃不算）KO對手。
若達成全程用武器擊飛技或秘奧義KO對手是BAD結局-響的性格變為冷酷嗜血殺人魔，反之沒全程用武器擊飛技或秘奧義KO對手則是GOOD結局。
此外武器擊飛技或秘奧義KO對手會影響其勝利姿勢、勝利台詞以及語調，連BGM從「月華剣士〜黎明決意〜」-侍魂曉版變更為「激情」因縁-侍魂曉版。
2021年4月28日釋出，DLC追加角色第3彈，第三位跨界角色，源自SNK的《月華劍士》系列。
天草四郎時貞（聲：白川周作）
2021年6月15日釋出，DLC追加角色第3彈
梅喧（聲：淺野麻由美）
2021年8月19日釋出，DLC追加角色第3彈，第四位跨界角色，源自亞克系統的《聖騎士之戰》。

### 頭目
靜御前（聲：上田純子）
於本作首次登場。
穿著白拍子的女性怨靈，與夜叉丸有因果關係，並有特殊台詞。
原型取自歷史上同名人物：靜御前

## 外部連結
- 《侍魂 曉》官方網站 （页面存档备份，存于）